# Sommerstein (Steinernes Meer)
Der Sommerstein ist ein 2308 m ü. A. hoher Berg in den Berchtesgadener Alpen im österreichischen Land Salzburg. Er liegt im Süden des Steinernen Meeres, oberhalb von Saalfelden und Maria Alm.
Der Gipfel des Sommersteins ist in rund 30 Minuten vom Riemannhaus aus erreichbar.
Durch die West- und Südwand führen anspruchsvolle Kletterrouten.